# Monti della Meta
I Monti della Meta sono una breve catena montuosa, sottogruppo dei Monti Marsicani, al confine tra Lazio, Abruzzo e Molise, facenti parte della dorsale occidentale dell'Appennino centrale abruzzese, lungo lo spartiacque appenninico, prendendo  il nome dalla cima più appariscente, il monte Meta.

## Descrizione

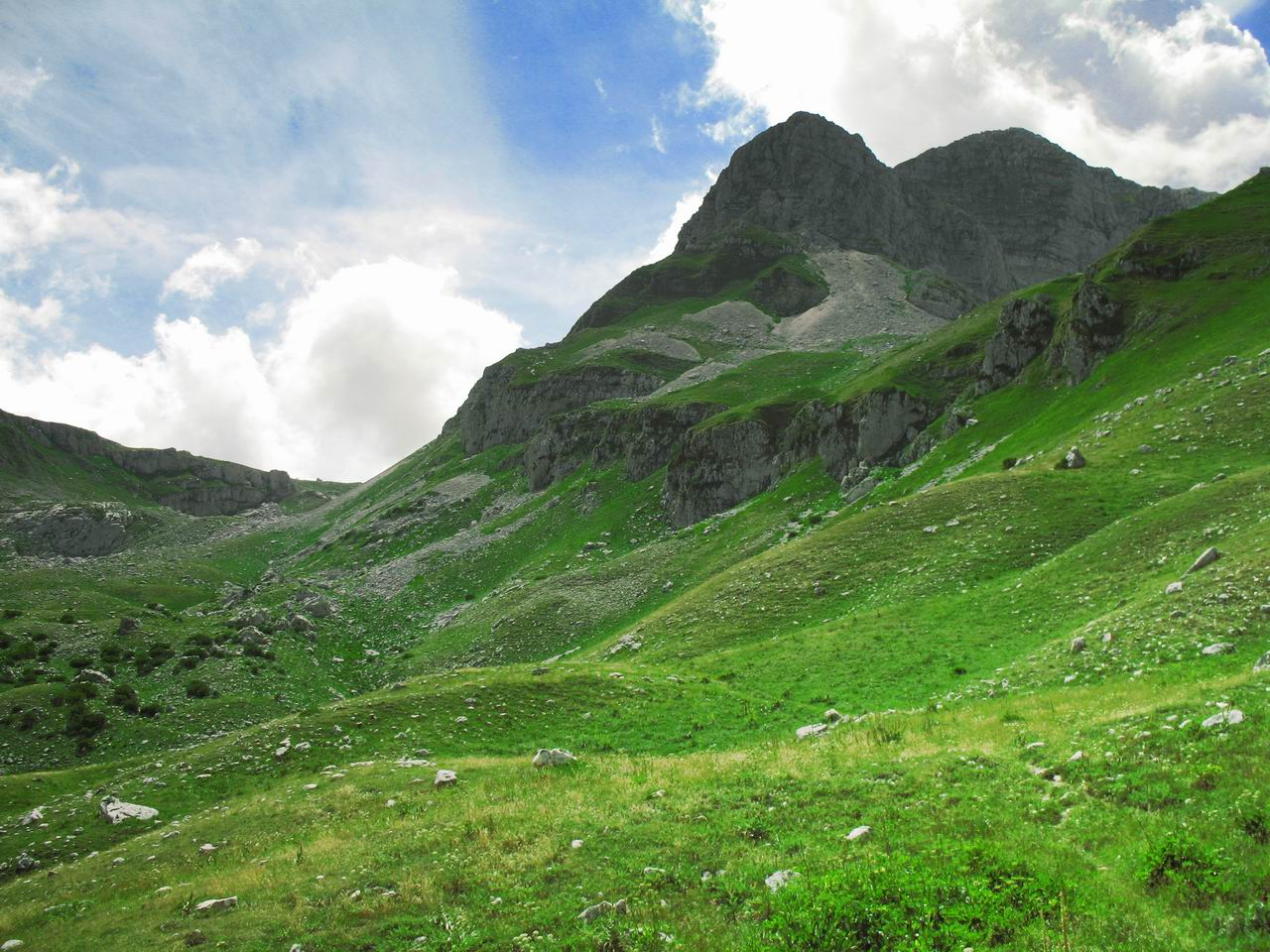
Monte Meta

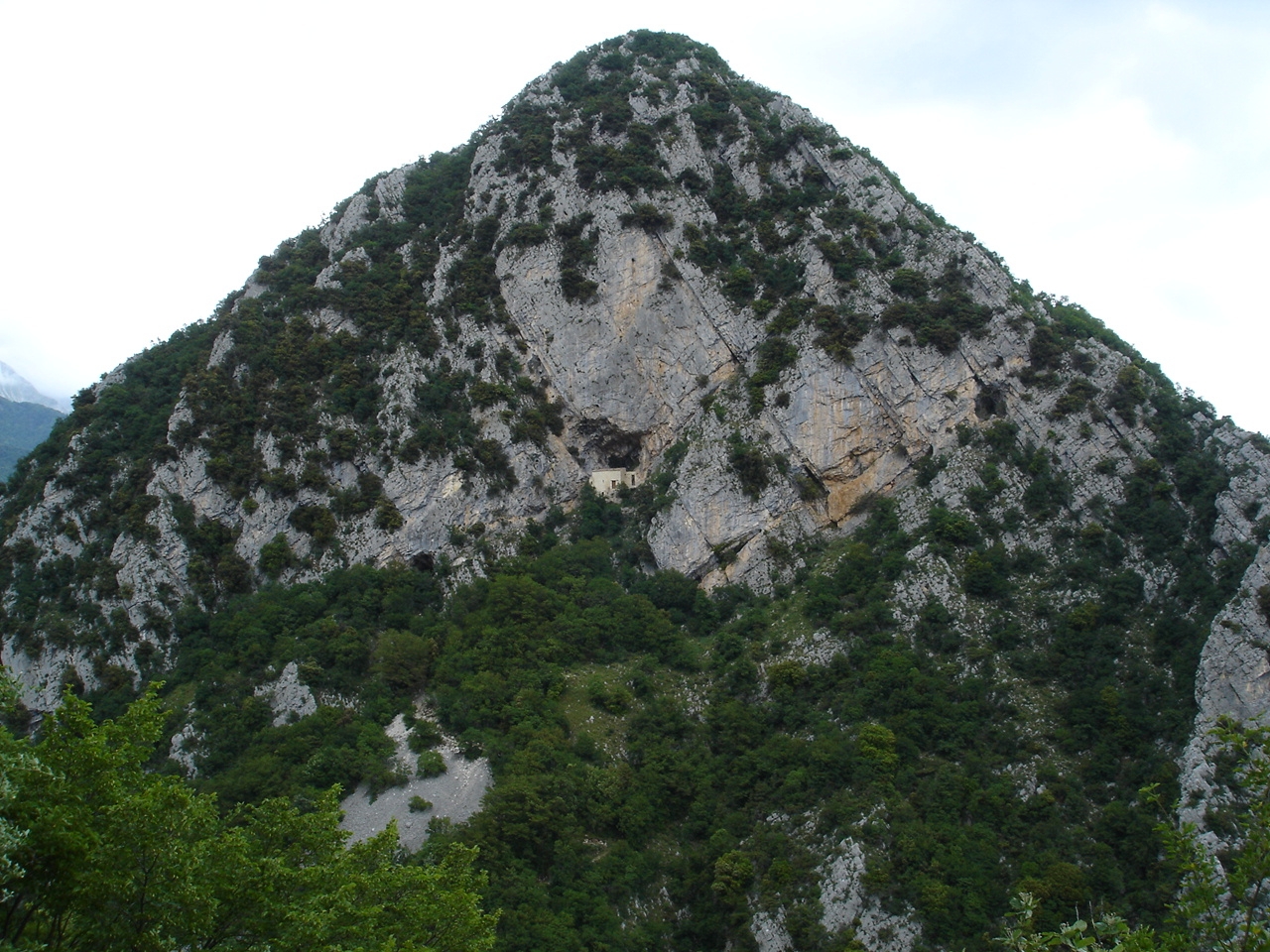
Il monte San Michele e l'eremo di San Michele a Foce nelle Mainarde molisane

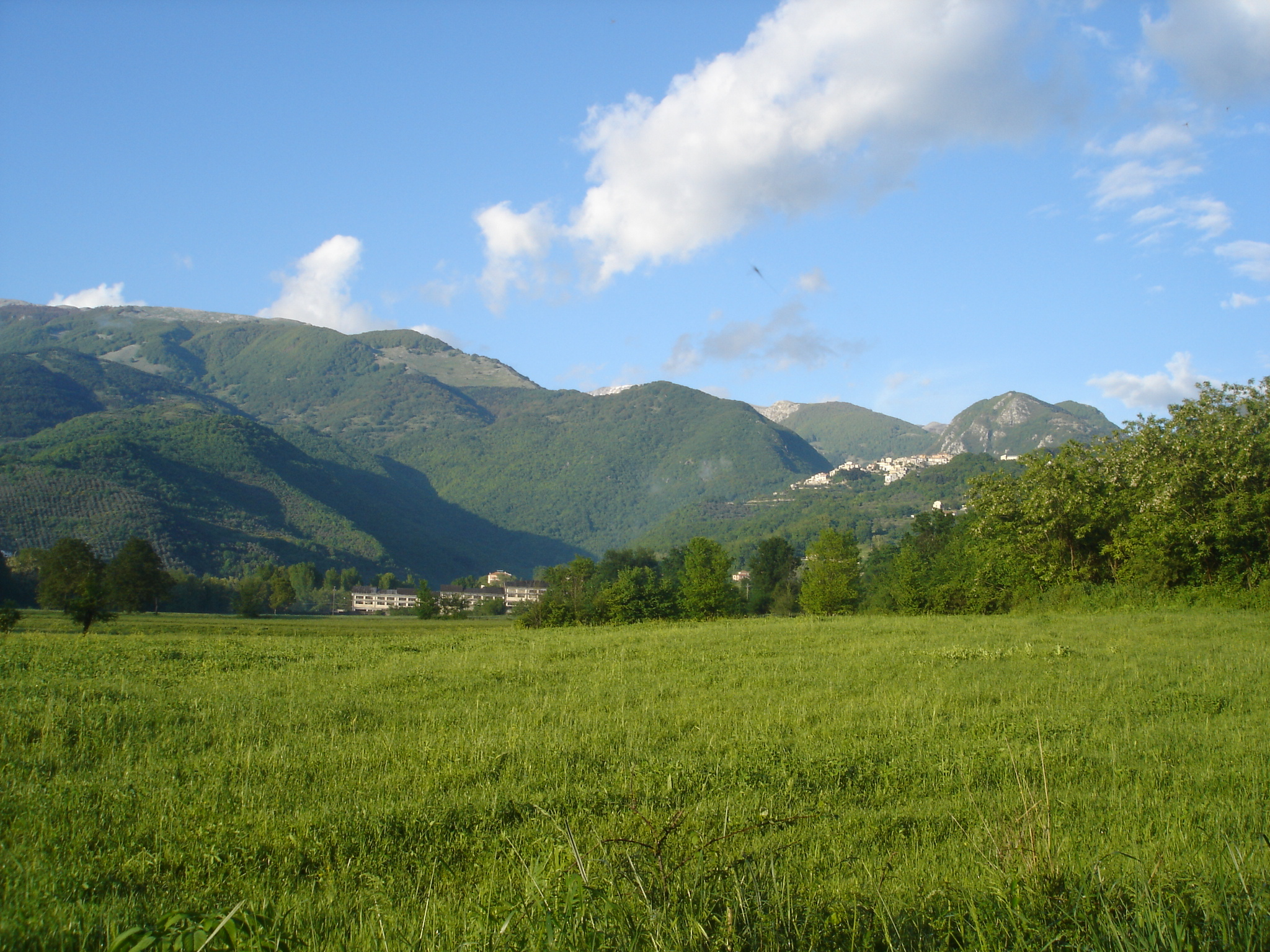
Visuale da Picinisco

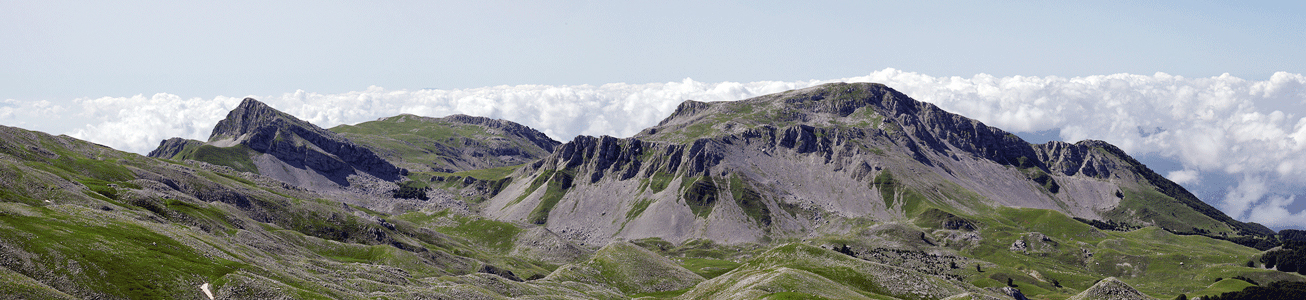
Monte Cavallo e Monte Forcellone

Le montagne più alte oltre al Monte La Meta sono il Monte Petroso (2.249 s.l.m.), il Monte Tartaro 2.191 s.l.m. e il Monte Altare 2.174 s.l.m.. Presentano in media vistose tracce di glacialismo quaternario e nelle valli sorgono copiose le acque del fiume Melfa e Mollarino in provincia di Frosinone, del Rio Torto in provincia dell'Aquila. Dalle cime la vista spazia su tutti i Monti Marsicani, la Maiella e i Monti del Matese.

### Mainarde
I rilievi più bassi dello stesso massiccio, al confine tra Lazio e Molise sono storicamente detti Mainarde; sono le montagne in cui la presenza dell'uomo per il clima meno rigido era stanziale (abitazioni e coltivi in quota) e non stagionale e pastorale come per i Monti della Meta. 
Non è definito un confine geologico preciso tra le due catene montuose: è certo solo che le Mainarde non rientrano nel territorio regionale dell'Abruzzo, ma molti le ritengono del Molise. L'uso tradizionale dell'oronimo è riproposto nelle carte dell'Istituto Geografico Militare che lo applica ai rilievi più esterni dei Monti della Meta, quelli che dal Monte Cavallo e dal Monte Mare degradano progressivamente verso Vallerotonda (FR) e la valle del fiume Rapido-Gari e verso Scapoli (IS) e Cerasuolo (IS), Castelnuovo e la valle del fiume Volturno che ivi nasce. 
Settore Mainarde è il nome che le amministrazioni del Parco nazionale d'Abruzzo, Lazio e Molise danno alla parte del territorio della riserva in provincia di Isernia, che comprende i territori di Castel San Vincenzo, Pizzone, Rocchetta al Volturno, Scapoli, inclusi nel 1990 tramite D.P.R. L'etimologia è oscura, sembra ricordare un nome proprio germanico.

### Ambiente
- Parco nazionale d'Abruzzo, Lazio e Molise
- Riserva naturale integrale della Camosciara

### Cime principali
Le cime più importanti oltre al monte Meta sono: 
- il monte Petroso (2.249 m.)
- il Monte Altare (2.174 m.)
- il monte Tartaro (2.191 m.)
- Torretta di Paradiso (1.976 m.)
- il monte a Mare (2.160 m.)
- la Metuccia (2.105 m.)
- il monte Forcellone (2.030 m.)
- il monte Cavallo (2.039 m.)
- il monte Mare (2.020 m.)
- Il monte Amaro di Opi (1.862 m.)[1].